# سو لینگ
سو لینگ (انگلیسی: Su Ling؛ زاده ) یک بازیگر است.